# 11. (krajinska) divizija (NOVJ)
11. (krajinska) divizija je bila partizanska divizija, ki je delovala v sklopu NOV in POJ v Jugoslaviji med drugo svetovno vojno.

## Zgodovina
Ustanovljena je bila 1. aprila 1943 z dvema brigadama in dvema odredoma.

## Sestava
Junij 1943
- 5. krajiška brigada
- 12. krajiška brigada
- Banjaluški narodnoosvobodilni partizanski odred
- Kozaraški narodnoosvobodilni partizanski odred

## Poveljstvo
Poveljniki
- Josip Mažar

Politični komisarji
- Žarko Zgonjanin